# MBC Sat
MBC Sat est une chaîne de télévision publique mauricienne. Appartenant à la société nationale de radio-télévision Mauritius Broadcasting Corporation (MBC), elle émet à destination de la diaspora mauricienne dans les pays de l'océan indien et en Europe et se veut la « vitrine de Maurice ». Chaîne généraliste axée sur l’information et le divertissement, elle reprend les principales émissions des chaînes hertziennes publiques, notamment de MBC 1 et MBC 2, en direct ou en différé. Elle émet dans les principales langues parlées à Maurice, à savoir l’anglais, le français, le créole mauricien et le hindi.

## Présentation
MBC Sat voit le jour à la suite d'un accord signé entre la radio-télévision publique mauricienne et la société MC Vision le 6 novembre 2014, permettant la création d’une chaîne spécifique destinée à la diaspora mauricienne et son lancement sur le bouquet Canalsat Océan Indien. Les premières émissions débutent quelques jours plus tard, au soir du 13 novembre. Depuis le mois de septembre 2015, elle est également disponible en France, sur abonnement, dans le bouquet de chaînes de télévision de Free.
La grille des programmes de MBC Sat est entièrement basée sur des émissions des chaînes du groupe public MBC (débats, programmes culturels, musique, retransmissions sportives et journaux télévisés).